# Вила Тугендхат
Вила Тугендхат назив за вилу у Брну изграђену 1930. године.
Вила је ремек-дело немачког архитекте Миса ван дер Роеа и представља изванредан пример функционалистичке архитектуре.
Објекат је изграђен за Фрица Тугендхата и његову супругу Грету и убрзо је постао икона модерне архитектуре.
Власници, иначе Јевреји, су напустили кућу 1938. у време Минхенског споразума и више се нису вратили.
Након Другог светског рата вила је имала различите практичне примене.
У њој су се 1992. године састали лидери тадашње Чехословачке и потписали документ којим се држава поделила на данашње две, Чешку и Словачку.
УНЕСКО је 2002. прогласио овај споменик архитектуре културном баштином човечанства.

## Положај виле
Вила Тугендхат налази се на поштанској адреси Чернополна 45 на територији градског дела Брно север у катастарској општини Черне поле на парцели 3365. К њој припада и прилегла парцела баште 3366. Земљиште је Герти Тугендхат поклонио познати текстилни привредник Лов Бер.

## Значај виле
Вила је означавана скупа са Немачким павиљоном Мис ван дер Роеа у Барселони као његово најзначајније дело а зграду које је имала нове карактеристике савременог становања као основним делом функционалистичке архитектуре. Аутор је сматран као један од очева модерне архитектуре 20. века.
Познат је пре свега по застакљењу главног стамбеног простора- зимском баштом. Зграда је била значајна на основу неколико њених одлика:
- стамбени непрекинути простор,
- прозоре је било могуће спустити све до подова тако да је било омогућено спајање ентеријера са околином зграде што је било јако упечатљиво,
- конструктивни систем објекта је челични скелет и стубови профила „+” носе плафон и они су обложени хромованим лимом.

Ентеријер зграде је опремљен елегантним и осетљиво предложеним намештајем од самог архитекте Мис ван дер Роа који је предложио и немачки павиљон на изложби ЕКСПО у Барселони.

## Опис виле
Сам простор зграде је стваран у три спрата па ипак са изгледа с улице зграда делује као да је приземна једноспратна зграда. Горњи спрат садржи примаћу халу одељене спаваће собе за супружнике Тугендхат, две дечије собе и собу за дадиљу и велику терасу. Ка горњем спрату припада и стан за управника и гаража за два аутомобила. Конструквију зграде ствара челични скелет, армирано детонски плафони и зидови од опеке. Терасе и степеништа имају травертинове облоге. Носећи стубови су у стамбеном делу цхромирани.
Средњи спрат је случио као стамбени и репрезентативни део који садржи и ониксов зид која пропушта светлост под одређеним углом и мења боју сунчевих зракова и била је јако скупа и коштала је 200.000 круна.
У простору где се налази кухиња су данас изложене фотографије Фрица Тугендхата са докумантацијом о грађењу зграде и његов хоби је послужио за документовање ранијег изгледа зграде преме коме се реализовала реконструкција.
Доњи спрат који у данашње време није јавности приступан било је одређено за опслуживање објекта и техничке део са климатизацијом и загревањем. Средњи спрат је за оно време био напредно загреван топлим ваздухом док је у осталом делу био опремљен нормалним радијаторима,.
Цела градња зграде рачунајући и опремање зграде и изградњу баште била је 5 милиона круна (просечна цена једне обичне зграде је у то време била 50.000 круна.

## Градња виле
Архитектонски пројекат за зграду је 1928. године израдио немачки архитекта Мис вен дер Рое који је на позив супружника Таугендхат дошао у Брно у септембру те године да би градња била запошета наредне године у аранжману фирме Мориса и Артура Еислер и других домаћих фирми а материјали су били довожени из разних страна светас.
Вила је била завршена у рекордном времену у децембру 1930. године су се супружници Таугендхат могли уселити.

## Даља историја зграде
Супружници Таугендхат су вилу настањивали само кратко време када су 1938. године морали да напусте вилу као јевреју под претњом немачке експанзије Чехословачком републиком.
Ни сам објекат није обишао немачку окупацију. На јесен 1939. године је ову зграду користио гестапо а после три године је била уписана као власништво немачке империје. Током рата је вилу користио и авиоконструктер и привредник Вили Месершмит.
Ипак није заобишла ратно уништење, 1945. године је била освојена од стране Црвене армије и служила је за смештај совијатских војника и у њеном приземљу је била коњушница. Највеза несрећа се десила када су у експлозији приликом налета на град Брно разбијена сва стакла на згради и тада су замењена малим таблама и на овај начин је била уништена цела концепција зграде.

### Културни споменик
Техничка структура зграде је остала и после ратног разарања и после рета је зграда била кориштена као школа ритмике и гимнастике Кати Хладке и то у распону година 1945—1950. када је била предата држевном заводу који је овде спроводио рехабилитацију. У 60 годинама су се јавили гласови о споманичкој архитектури који су били усличени и у децембру 1969. године је била уписана у држевни списак архитектонских споменика .

### Реконструкција у осамдесетим годинама
У 80-им годинама је била обављена реконструкција зграда. Били су искориштена стакла која су била лепљена из два дела и од обичних табли стакла слепљиваних силиконом. Од почетка 90-их година је зграда била у комерциалне сврхе искориштавана.

### Дељење Чехословачке и приступљење јавности објекта
1992. године је овде били коалициони преговори влада које су биле водене од страна председника Чешке републике Вацлава Клауса и председника влада Словачке републике Владимира Мечјара. Резултат договора је била подела Чехословачке.
На основу одлуке града Брна вила је била предана на кориштење Музеју града Брна које је вилу учинило приступном за јавност као споменичку архитектуру.

### Реконструкција 2010—2012. године
2004. године су се појавили експерименти даље реконструкције објекта а конкурс који је респисан и којем је подедило друштво Омније је проглашен изманипулисан. Потомци породице Тугендхат су предлагали да они само после повраћаја вила финансирају њену реконструкцију али је ово одбијено и на крају се приступило реконструкцији према пројектима друштва Омнија.
Година 2010—2012. је вила била затворена за јавност због реконструкције која је вредела 166 милиона круна чешких. Објекат је био поново озворен за јавност фебруара 2012. године и том приликом је била одрешена скупља улазница за обилазак објекта).
У оквиру реконструкције је враћен део зида за трпезаријски угао која је била откривена непосредно пре тога и која је нестала у време када је објекат користио гестапо.